# Frederic Eugene Basil Foley

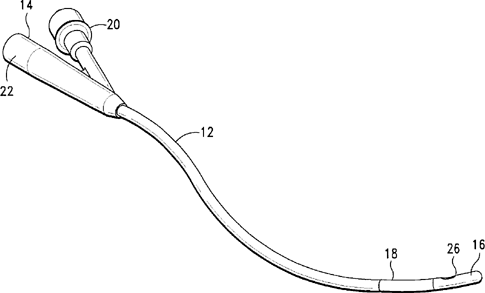
Schematische Darstellung des von Foley entwickelten Katheters

Frederic Eugene Basil Foley (* 1891 in St. Paul, Minnesota; † 1966) war ein US-amerikanischer Urologe.
Foley, der ursprünglich Englisch unterrichtete, legte seinen Bachelor im Jahre 1914 an der Yale University ab und besuchte anschließend bis 1918 die Johns Hopkins School of Medicine. Zunächst arbeitete er als Chirurg, doch er wurde am 29. Juli 1937 als Urologe in das American Board of Urology eingetragen. Ob er tatsächlich eine Zusatzausbildung als Urologe absolviert hat, ist unbekannt.
Foley entwickelte 1927 einen Ballonkatheter, der allgemein als Dauerkatheter eingesetzt wird oder mit dessen Hilfe beispielsweise Kontrastmittel in die Harnblase eingebracht werden kann. Dieser Katheter wird international als Foley-Katheter bezeichnet. Eine weitere Entwicklung Foleys ist die sowohl als Foley-Plastik wie auch als Nierenbeckenplastik nach Foley bezeichnete Operationstechnik. Mit dieser speziellen Plastik wird eine Hydronephrose behandelt, die aufgrund eines hoch angesetzten Harnleiters entsteht.
1954 wurde er mit dem Amory Prize der American Academy of Arts and Sciences ausgezeichnet.